# L'odore del fieno
L'odore del fieno è una raccolta di racconti di Giorgio Bassani ambientati per lo più a Ferrara, che costituisce il sesto e ultimo libro del ciclo Il romanzo di Ferrara.
Il titolo viene da un'espressione contenuta nel racconto Altre notizie su Bruno Lattes:
(Giorgio Bassani, Altre notizie su Bruno Lattes, 1, in Il Romanzo di Ferrara, 2ª ed., Mondadori, Milano, 1990, p. 678)

## Racconti contenuti

### Due fiabe

#### 1
Negli anni Trenta vive a Ferrara Egle Levi-Minzi, una zitella ultratrentenne che per un motivo o per l'altro ha respinto tutti i suoi pretendenti. A conquistare il suo cuore è Yuri Rotstein, un ebreo aschenazita proveniente dall'Ucraina con i suoi genitori, che nelle loro intenzioni dovevano restare a Ferrara solo per un breve periodo. Durante la guerra i Rotstein vengono deportati per non fare più ritorno; Egle rimane col figlio avuto da Yuri, che chiama come il padre.

#### 2
Il signor Buda, viaggiatore di commercio meridionale, si ferma per la notte al malfamato Albergo Tripoli. Durante la notte sogna di svegliarsi prima dell'alba successiva per incamminarsi verso la stazione, senza aver pagato il conto e avendo dimenticato in camera la sua valigia con effetti personali, campionario e stampa clandestina.

### Altre notizie su Bruno Lattes

#### 1
Mentre dei contadini cristiani tagliano l'erba nel cimitero israelitico di Ferrara si svolge il funerale di Celio, zio di Bruno Lattes, a cui la circostanza ricorda il funerale del nonno Benedetto avvenuto diversi anni prima.

#### 2
Il rapporto tra Bruno Lattes, studente universitario inconcludente, e la sua fidanzata Adriana Trentini, diciassettenne di buona famiglia cristiana, si è ormai incrinato, anche per le leggi razziali che incombono.

#### 3
Desideroso di avere un ultimo rapporto con Adriana prima di abbandonarla per sempre, nell'estate del 1939 Bruno si reca ad Abbazia, dove la ragazza è in villeggiatura con la famiglia, per farle visita; nonostante i suoi sforzi non gli riesce però di trovarsi a tu per tu con lei. Prima di partire, vede che il fratello minore di Adriana, Cesarino, porta sulla bicicletta un gagliardetto con la svastica; il ragazzino dice che la tiene «Così, per bellezza».

### Ravenna
Il narratore rievoca le gite compiute a Ravenna in diverse occasioni: per una commemorazione di Francesco Baracca, durante la quale il padre tenne testa a un gruppo di braccianti in sciopero; in bicicletta col fratello, facendo a gara con i genitori che sarebbero partiti più tardi in automobile; per la luna di miele durante il governo Badoglio, quando la presenza militare tedesca in Italia iniziava a farsi minacciosa. Ricorda anche diversi ravennati conosciuti durante le vacanze al mare adolescenziali a Cesenatico.

### Les neiges d'antan

#### 1
Il narratore ricorda il suo conoscente Massimo Giori, di Ambrogio di Copparo, più vecchio di lui di alcuni anni, che da giovane si dava arie da bon viveur e dichiarava di aspettare la morte del padre per entrare in possesso dell'ingente eredità e disporne a suo piacimento. Lo rivede dopo molti anni, ingrossato e appesantito, in compagnia del padre che aiuta a gestire il patrimonio agricolo e immobiliare.

#### 2
Negli anni Trenta Mario Spisani detto Pelandra, conoscente del narratore, è un giovanotto scapestrato e dissoluto, uso a sperimentare droghe e a frequentare bordelli. Il suo comportamento cambia quando si fidanza con Germana Pasetti, figlia di gente morigeratissima, che poi sposa. Dopo dieci anni di matrimonio, quattro figli e una carriera ben avviata come assicuratore, un giorno esce per comprare le sigarette e non fa più ritorno a casa.

### Tre apologhi

#### 1
Il narratore è in disaccordo con la moglie Val sulla strada da prendere per tornare da Ferrara a Roma in automobile. Val vorrebbe prendere la Via Flaminia per fermarsi a cena in una trattoria di Nocera Umbra, ma suo marito alla guida si decide all'ultimo momento per la Tiberina. Si fermano a Todi in un'osteria che dà loro sensazioni simili a quelle già provate a Nocera Umbra.

#### 2
Poco dopo la fine della Seconda guerra mondiale, il narratore si reca a Napoli per incontrare il sottosegretario alle finanze e scrivere degli articoli giornalistici. Nella città partenopea fa la conoscenza di molte persone, antifascisti e militari che cercano di ritagliarsi un ruolo nel nuovo regime dell'Italia.

#### 3
Un'amica del narratore gli chiede di scegliere un'immagine per una fotonotizia da pubblicare su un giornale. Egli sceglie la fotografia di Riccardo T., un uomo finito sotto processo per aver millantato di essere stato decorato di Medaglia d'Oro, e prova a immaginarsi la scena in questura come se si trattasse di uno dei suoi personaggi di fantasia.

### Laggiù, in fondo al corridoio
L'autore rammenta la composizione delle Cinque storie ferraresi, le circostanze che gliele suggerirono e le difficoltà nel portarle a termine. 

## Edizioni
- L'odore del fieno, Collana Scrittori Italiani e Stranieri, Mondadori, Milano, 1972
- in Il romanzo di Ferrara, Mondadori, Milano, I ed. 1974.
- in Il romanzo di Ferrara, Mondadori, Milano, 1980. [edizione riveduta definitiva]
- in Il romanzo di Ferrara. Libro sesto. L'odore del fieno , Collana Oscar n.1867, Mondadori, Milano, 1985; Collana Oscar Scrittori del Novecento Narrativa  787, Mondadori, 1996, ISBN 88-04-41139-2
- in Il romanzo di Ferrara, 2 voll. Collana Oscar Narrativa n.1133, Mondadori, Milano, 1990 ISBN 88-04-34345-1
- in Il romanzo di Ferrara. Libro sesto. L'odore del fieno , Collana Gli indimenticabili, Mondadori-De Agostini, Milano-Novara, 1994
- in Opere, a cura e con un saggio di Roberto Cotroneo, Collana I Meridiani, Mondadori, 1998 ISBN 978-88-04-42261-7
- in Il romanzo di Ferrara, a cura di Cristiano Spila, Collezione Le Comete, Feltrinelli, Milano, 2012, ISBN 978-88-07-53023-4.
- L'odore del fieno, Collana Universale economica 8282, Feltrinelli, Milano, ISBN 978-88-07-88282-1